# Sali, Algérie
Sali là một đô thị thuộc tỉnh Adrar, Algérie. Dân số thời điểm năm 2002 là 11.304 người.